# Steel Dragon 2000
Steel Dragon 2000 is een stalen achtbaan in het attractiepark Nagashima Spa Land in de Japanse stad Kuwana.

## Algemene informatie
De achtbaan werd gebouwd door Morgan en werd op 8 januari 2000 in gebruik genomen. De naam is afgeleid van het openingsjaar en het het jaar van de draak, het teken van de Chinese dierenriem dat bij het jaar 2000 hoort volgens de Chinese kalender. De achtbaantrein bestaat uit zes wagons, in elke wagon kunnen zes personen plaatsnemen op drie rijen van twee personen elk.

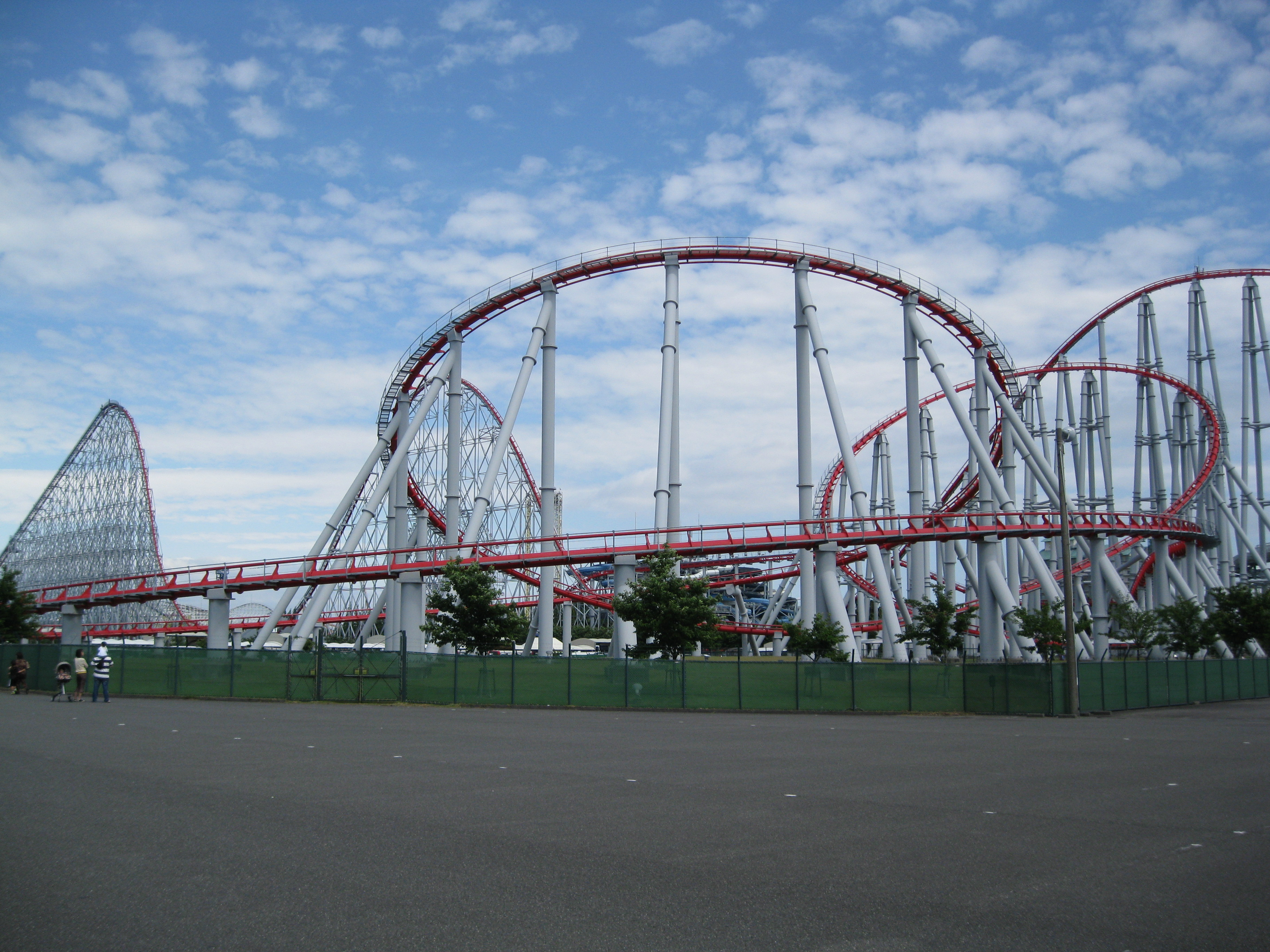
De Steel Dragon 2000

## Records
Steel Dragon 2000 heeft diverse records in handen (gehad):
- Snelste achtbaan met een gesloten circuit tot de opening van Dodonpa
- Hoogste achtbaan met een gesloten circuit tot de opening van Top Thrill Dragster
- Langste achtbaan[1]